# Dorothy L. Sayers
Dorothy L. Sayers (Oxford, 13 de juny de 1893 - Essex, 17 de desembre de 1957) va ser una escriptora, poeta i humanista anglesa. Es graduà al Somerville College de la Universitat d'Oxford.
Va escriure diverses novel·les dramàtiques d'inspiració cristiana, però deu la seva fama a una sèrie de novel·les policíaques protagonitzades pel detectiu aristòcrata Lord Peter Wimsey. La seva obra més important és Murder Must Advertise (1933). També va estudiar diversos idiomes clàssics i moderns, i va publicar una traducció de la Divina Comèdia.

## Biografia
Sayers, filla única, va néixer a Oxford l'any 1893, on el seu pare, el Reverend Henry Sayers, era capellà de la Christ Church i director de la Choir School (per aquest motiu Dorothy va començar a aprendre llatí amb tan sols sis anys). El 1912, Dorothy va aconseguir una beca en el Somerville College, per estudiar llengües modernes i literatura medieval. Va acabar els seus estudis amb matrícula d'honor en 1915. Encara que les dones no podien accedir a títols universitaris en aquell moment, Sayers va ser una de les primeres a rebre'n un quan la situació va canviar anys més tard. La seva experiència acadèmica en el Somerville College d'Oxford, apareix reflectida en la seva obra Gaudy Night.
El Regne Unit en els anys 20 estava en un estat de canvi i agitació social. La mobilització massiva dels homes capacitats a la Primera Guerra Mundial havia obligat a moltes dones a buscar treball. Quan els homes van tornar de la guerra i intentaven recuperar els seus antics llocs, moltes de les dones que els havien ocupat mentrestant es van resistir a renunciar. A més, moltes dones havien de ser autosuficients a causa de la mort o la discapacitat dels seus marits. Legalment, les dones van obtenir el sufragi femení l'any 1918, encara que aquest no va estar totalment garantit fins al 1928. Sayers compartia els punts de vista feministes, i va intentar desenvolupar el seu propi camí vital.

### Maternitat
A l'edat de 29 anys, Sayers es va enamorar del novel·lista John Cournos, el primer amor de la seva vida. Ell volia ignorar els costums socials i viure amb ella sense casar-se. Ella volia casar-se i tenir fills. Després d'un any de lluita, Dorothy va descobrir que Cournos només s'havia mostrat contrari al matrimoni per provar la seva devoció, i va decidir trencar amb ell, venjant-se a més en assassinar-lo, literàriament parlant, en la seva obra Verí Mortal.
Amb el cor trencat, Sayers es va sobreposar començant una relació amb Bill White, un venedor de cotxes aturat. Després d'una relació breu, intensa i fonamentalment sexual, ella va descobrir que, malgrat els anticonceptius empleats, estava embarassada. White va reaccionar violentament quan ho va saber.
Tement que els seus pares (d'edat avançada) no acceptarien aquest embaràs, Sayers va decidir ocultar-ho als seus amics i familiars. Va seguir treballant fins al principi del tercer trimestre, en el qual va adduir esgotament i va demanar una baixa laboral. Es va registrar sota nom fals en una maternitat, i el nen, John Anthony, va néixer el 3 de gener de 1924, a Southbourne, Hampshire. Durant tres setmanes es va dedicar a tenir cura del seu fill, abans d'intentar tornar a la seva vida normal.
No obstant això, a Sayers li va resultar impossible recuperar la seva vida o el seu treball ara que era mare. Les seves ties i cosines, Amy i Ivy Shrimpton, es guanyaven la vida donant acollida a nens. La mare de Dorothy havia estat visitant-les, i li havia fet una descripció apassionada de les seves bondats. Així doncs, Dorothy va escriure a Ivy, explicant-li el que li havia succeït a "una amiga", i preguntant-li pels costos i la disponibilitat del seu alberg. Després que les Shrimpton acceptessin cuidar al nen, Sayers va enviar una altra carta titulada "Estrictament confidencial: informació sobre el bebè", en la qual revelava la paternitat del nen i exigia un jurament de silenci. Ni els pares de Dorothy ni la tia Amy havien de saber-ne res.
L'any 1924-1925, Sayers va escriure onze cartes a John Cournos sobre la seva desgraciada relació, sobre White i sobre el seu fill. Aquestes cartes es troben ara a la Universitat Harvard.

### Matrimoni
Dos anys després, temps durant el qual havia publicat els seus dos primers llibres de detectius, Dorothy va contreure matrimoni amb Oswald Arthur "Mac" Fleming, un periodista escocès el nom professional del qual era "Atherton Fleming". Estava divorciat i tenia dos fills, la qual cosa suposava que no podrien casar-se per l'Església. Malgrat aquesta decepció, els Sayers van acceptar a Mac en el si familiar.
El matrimoni va tenir un començament molt feliç, amb una gran familiaritat en la vida domèstica. Els dos treballaven bastant, ell com a escriptor i periodista, ella com a novel·lista i publicista. Amb el temps, la salut de Mac va empitjorar (sobretot a causa de la seva participació en la Primera Guerra Mundial, i es va veure incapacitat per treballar. Els seus ingressos van disminuir al mateix ritme en què va créixer la fama de Dorothy, i ell va començar a sentir-se eclipsat.
Encara que John Anthony mai va viure amb ells, Fleming l'havia adoptat a l'edat de deu anys. (Com a progenitor legal, Dorothy no necessitava adoptar-ho, i Fleming havia acceptat adoptar-lo com a fill en el moment de les noces, però això mai va arribar a fer-se oficial). Així, Sayers va continuar ocupant-se de la seva educació, encara que mai ho va reconèixer públicament com a fill biològic.
Sayers era bona amiga de C. S. Lewis i diversos altres del grup dels Inklings. A vegades, Sayers acudia amb Lewis a les reunions del Club Socràtic. Lewis reconeixia llegir cada Setmana Santa L'home que va néixer per regnar, de Sayers, però se sentia incapaç d'apreciar les històries de detectius. J. R. R. Tolkien, en canvi, va llegir diverses de les novel·les de la sèrie de Wimsey, però va menysprear les últimes, com Gaudy Night.
Va ser amiga també d'altres escriptors, com T. S. Eliot, Agatha Christie o G. K. Chesterton.
Mac Fleming va morir en 1950, John Anthony Fleming el 1984 als 60 anys, i Dorothy L. Sayers el 1957, d'un infart cerebral sobtat als 64 anys.

## Obres

### Poemes

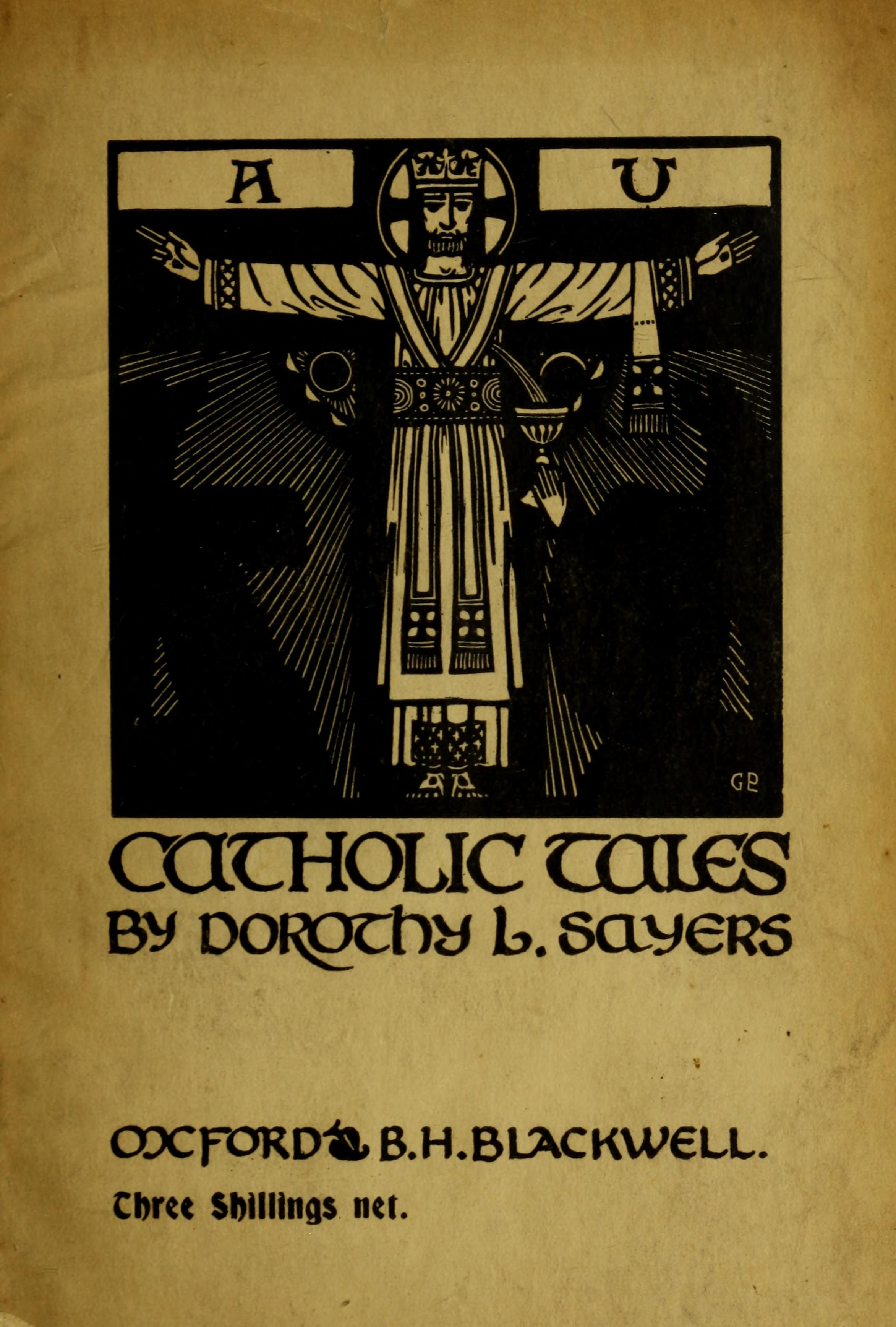

| Títol                              | Any de la primera publicació | Primera edició publicada | Notes                                                         |
| ---------------------------------- | ---------------------------- | ------------------------ | ------------------------------------------------------------- |
| Op. I                              | 1916                         | Blackwell, Oxford        |                                                               |
| Catholic Tales and Christian Songs | 1918                         | McBride, Oxford          |                                                               |
| Oxford Poetry, 1917                | 1918                         | Blackwell, Oxford        | Col·laborador i editor amb Wilfred Rowland Childe i T.W. Earp |
| Oxford Poetry, 1918                | 1919                         | Blackwell, Oxford        | Col·laborador i editor amb T.W. Earp i E.F.A. Geach           |
| Oxford Poetry, 1919                | 1920                         | Blackwell, Oxford        | Col·laborador i editor amb T.W. Earp i Siegfried Sassoon      |
| Lord, I Thank Thee                 | 1943                         | Overbrook, Stamford, CT  |                                                               |
| The Story of Adam and Christ       | 1955                         | Hamish Hamilton, London  |                                                               |

### Novel·les
| Títol                                                         | Any de la primera publicació | Primera edició publicada (Londres, excepte quan es diu un altre lloc) | Notes |
| ------------------------------------------------------------- | ---------------------------- | --------------------------------------------------------------------- | --- |
| Whose Body?                                                   | 1923                         | Bony & Liveright, New York                                            | |
| Clouds of Witness                                             | 1926                         | Unwin                                                                 | |
| Unnatural Death                                               | 1927                         | Benn                                                                  | Publicada als EUA com The Dawson Pedigree |
| The Unpleasantness at the Bellona Club                        | 1928                         | Benn                                                                  | |
| Strong Poison                                                 | 1930                         | Gollancz                                                              | |
| The Documents in the Case                                     | 1930                         | Benn                                                                  | Amb Robert Eustace |
| The Five Red Herrings                                         | 1931                         | Gollancz                                                              | Publicada als EUA com Suspicious Characters |
| The Floating Admiral                                          | 1931                         | Hodder and Stoughton                                                  | Amb membres del The Detection Club. Va ser completat un capítol cadascú per: Canon Victor Whitechurch, George and Margaret Cole, Henry Wade, Agatha Christie, John Rhode, Milward Kennedy, Sayers, Ronald Knox, Freeman Wills Crofts, Edgar Jepson, Clemence Dane i Anthony Berkeley. G. K. Chesterton va contribuir amb el pròleg. |
| Have His Carcase                                              | 1932                         | Gollancz                                                              | |
| Murder Must Advertise                                         | 1933                         | Gollancz                                                              | |
| Ask a Policeman                                               | 1933                         | Barker                                                                | Amb membres del The Detection Club: Anthony Berkeley, Milward Kennedy, Gladys Mitchell, John Rhode, Sayers and Helen Simpson. |
| The Nine Tailors                                              | 1934                         | Gollancz                                                              | |
| Gaudy Night                                                   | 1935                         | Gollancz                                                              | |
| Six against the Yard                                          | 1936                         | Selwyn and Blount                                                     | Amb membres del The Detection Club: Margery Allingham, Anthony Berkeley, Freeman Wills Crofts, Father Ronald Knox, Sayers and Russell Thorndike. |
| Busman's Honeymoon: A Love Story With Detective Interruptions | 1937                         | Harcourt Brace                                                        | Adaptada a la pel·lícula Busman's Honeymoon (1936) |
| Double Death: a Murder Story                                  | 1939                         | Gollancz                                                              | Amb membres del The Detection Club |

### Col·leccions d'històries curtes
Sayers va contribuir a nombroses antologies de contes curts, però també va publicar una sèrie de col·leccions de les seves pròpies obres.
| Títol                                        | Any de la primera publicació | Primera edició publicada (Totes a Londres) | Notes |
| -------------------------------------------- | ---------------------------- | ------------------------------------------ | --- |
| Lord Peter Views the Body                    | 1928                         | Gollancz                                   | |
| Hangman's Holiday                            | 1933                         | Gollancz                                   | |
| In the Teeth of the Evidence                 | 1939                         | Gollancz                                   | |
| A Treasury of Sayers Stories                 | 1958                         | Gollancz                                   | |
| Talboys                                      | 1972                         | Harper                                     | |
| Striding Folly                               | 1973                         | New English Library                        | |
| The Scoop and Behind the Screen              | 1983                         | Gollancz                                   | Dos serials de detectius escrits en col·laboració per membres del Detection Club es van emetre setmanalment pels seus autors en el Programa Nacional de la BBC els anys 1930 i 1931 amb els guions que es publicaven a la revista The Listener una setmana després de la difusió. |
| Crime on the Coast and No Flowers by Request | 1984                         | Gollancz                                   | Dos serials de detectius escrits en col·laboració per membres delDetection Club; originalment publicats a Daily Sketch (1953) |

### Traduccions

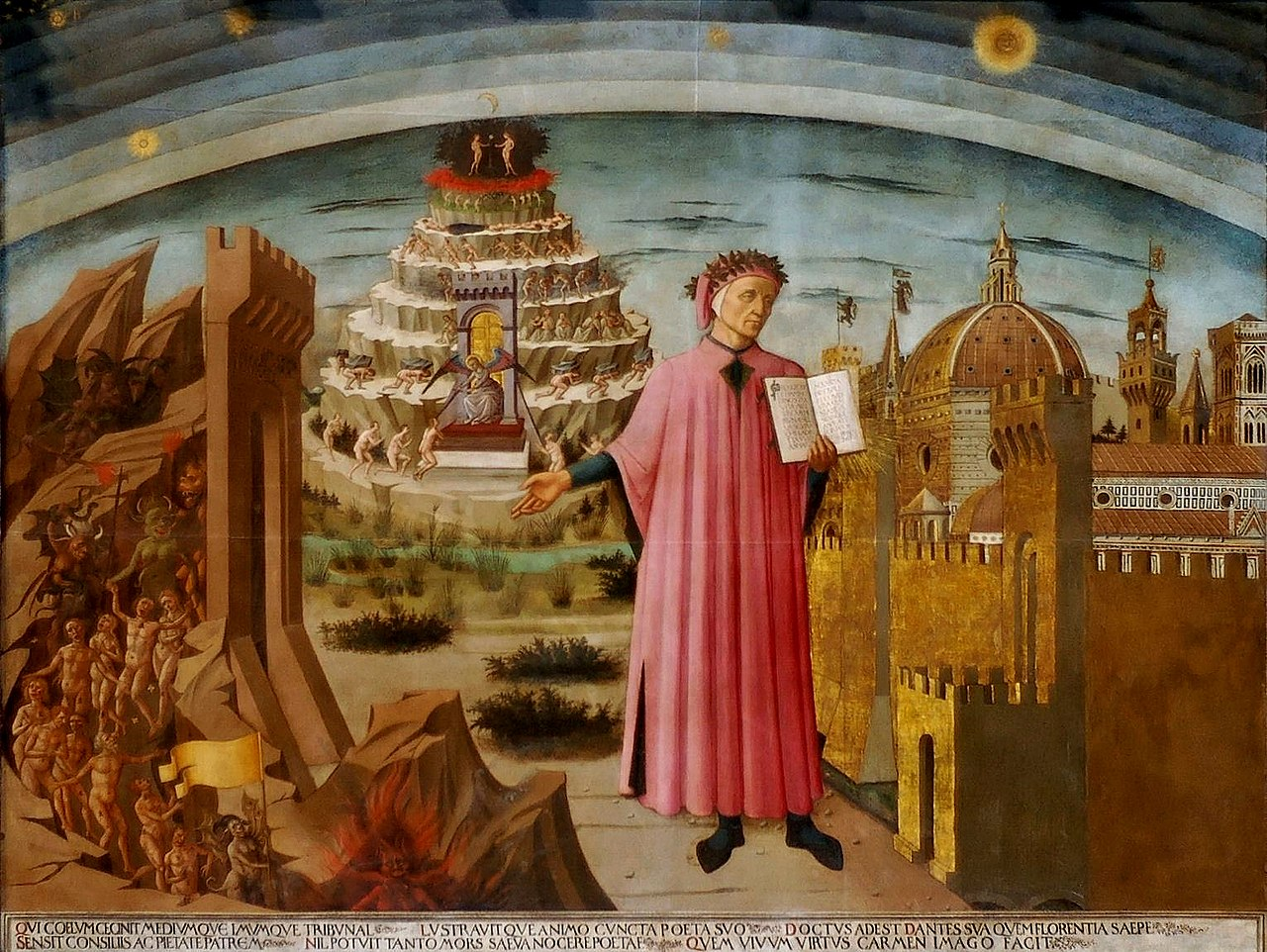
Dante Alighieri amb una còpia de la Divina Comèdia. Quadre pintat per Domenico di Michelino.

| Títol | Any de la primera publicació | Primera edició publicada (Londres, si no s'indica una altra localització) | Notes                                                                                |
| --- | ---------------------------- | ------------------------------------------------------------------------- | ------------------------------------------------------------------------------------ |
| Tristan in Brittany, Being Fragments of the Romance of Tristan, Written in the Twelfth Century by Thomas the Anglo-Norman | 1929                         | Benn                                                                      | Traducció del francès antic del poema Tristany de Tomàs d'Anglaterra                 |
| The Heart of Stone, Being the Four Canzoni of the "Pietra" Group by Dante                                                 | 1946                         | J.H. Clarke, Witham, Essex                                                | Traducció de quatre Canzone de l'italià de Dante Alighieri                           |
| The "Comedy" of Dante Alighieri the Florentine. Cantica I: Hell                                                           | 1949                         | Penguin, Harmondsworth                                                    | Traducció del càntic 1 de la Divina Comèdia de Dante Alighieri                       |
| The "Comedy" of Dante Alighieri the Florentine. Cantica II: Purgatory                                                     | 1955                         | Penguin, Harmondsworth                                                    | Amb Barbara Reynolds; Traducció del càntic 2 de la Divina Comèdia de Dante Alighieri |
| The Song of Roland | 1957                         | Penguin, Harmondsworth                                                    | Traducció de la Cançó de Rotllan                                                     |
| The "Comedy" of Dante Alighieri the Florentine. Cantica III: Paradise                                                     | 1962                         | Penguin, Harmondsworth                                                    | Amb Barbara Reynolds; Traducció del càntic 3 de la Divina Comèdia de Dante Alighieri |

### No ficció
| Títol | Any de la primera publicació | Primera edició publicada (Londres, si no s'indica una altra localització) | Notes |
| --- | ---------------------------- | ------------------------------------------------------------------------- | --- |
| The Greatest Drama Ever Staged                                                                                      | 1938                         | Hodder & Stoughton                                                        | Assaig; conté "The Greatest Drama Ever Staged" i "The Triumph of Easter", publicats ambdós a The Sunday Times, Abril 1938 |
| Strong Meat | 1939                         | Hodder & Stoughton                                                        | Assaig |
| Begin Here: A War-Time Essay                                                                                        | 1940                         | Gollancz                                                                  | Assaig |
| Creed or Chaos? and Other Essays in Popular Theology                                                                | 1940                         | Hodder & Stoughton                                                        | Assaig |
| The Mind of the Maker                                                                                               | 1941                         | Methuen                                                                   | Assaig |
| The Mysterious English                                                                                              | 1941                         | Macmillan                                                                 | |
| Why Work? | 1942                         | Methuen                                                                   | Subtitulat: An Address Delivered at Eastbourne, April 23rd, 1942                                                          |
| The Other Six Deadly Sins                                                                                           | 1943                         | Methuen                                                                   | Subtitulat: An Address Given to the Public Morality Council at Caxton Hall, Westminster, on October 23rd, 1941            |
| Even the Parrot: Exemplary Conversations for Enlightened Children                                                   | 1944                         | Methuen                                                                   | |
| Making Sense of the Universe                                                                                        | 1946                         | St. Anne's Church House                                                   | Subtitulat: An Address Given at the Kingsway Hall on Ash Wednesday, March 6th, 1946                                       |
| Unpopular Opinions                                                                                                  | 1946                         | Gollancz                                                                  | Assaig |
| The Lost Tools of Learning                                                                                          | 1948                         | Methuen                                                                   | |
| The Days of Christ's Coming                                                                                         | 1953                         | Hamish Hamilton                                                           | |
| Introductory Papers on Dante                                                                                        | 1954                         | Methuen                                                                   | Criticisme |
| The Story of Easter                                                                                                 | 1955                         | Hamish Hamilton                                                           | |
| The Story of Noah's Ark                                                                                             | 1956                         | Hamish Hamilton                                                           | |
| Further Papers on Dante                                                                                             | 1957                         | Methuen                                                                   | Criticisme |
| The Great Mystery of Life Hereafter                                                                                 | 1957                         | Hodder & Stoughton                                                        | Assaig; contribucions, amb altres autors                                                                                  |
| The Poetry of Search and the Poetry of Statement, and Other Posthumous Essays on Literature, Religion, and Language | 1963                         | Gollancz                                                                  | Assaig |
| Christian Letters to a Post-Christian World: A Selection of Essays                                                  | 1969                         | Eerdmans, Grand Rapids, MI                                                | Assaig; seleccionat i presentat per Roderick Jellema                                                                      |
| Are Women Human? | 1971                         | Eerdmans, Grand Rapids, MI                                                | Dos assaigs publicats originalment a Unpopular Opinions (1946)                                                            |
| A Matter of Eternity: Selections From the Writings of Dorothy L. Sayers                                             | 1973                         | Eerdmans, Grand Rapids, MI                                                | Assaig |
| Wilkie Collins: A Critical and Biographical Study                                                                   | 1977                         | Friends of the University of Toledo Library, Toledo, OH                   | |
| Spiritual Writings                                                                                                  | 1993                         | Cowley, Cambridge, MA                                                     | |

### Escrits, guions, teatre
| Títol | Any de la primera representació | Primera representació (Londres, si no s'indica una altra localització) | Notes |
| --- | ------------------------------- | ---------------------------------------------------------------------- | --- |
| The Silent Passenger | Veure notes                     | 1935                                                                   | Guió; amb Basil Mason; adaptat d'una història no publicada de Sayers                                              |
| Busman's Honeymoon: A Detective Comedy in Three Acts | Comedy Theatre                  | 16 de desembre de 1936                                                 | Amb Muriel St. Clare Byrne                                                                                        |
| The Zeal of Thy House | Canterbury Festival             | 29 de març de 1938                                                     | Quatre escenes |
| He That Should Come: A Nativity Play in One Act | Veure notes                     | 25 de desembre de 1938                                                 | Emissió per ràdio, transmès per primera vegada a la BBC                                                           |
| The Devil to Pay: Being the Famous History of John Faustus, the Conjurer of Wittenberg in Germany: How He Sold His Immortal Soul to the Enemy of Mankind, and Was Served Twenty- four Years by Mephistopheles, and Obtained Helen of Troy to His Paramour, With Many Other Marvels; and How God Dealt With Him at the Last | Canterbury Festival             | 10 de juny de 1939                                                     | |
| Love All | Torch Theatre                   | 10 d'abril de 1940                                                     | |
| The Golden Cockerel | Veure notes                     | 27 de desembre de 1941                                                 | Reproducció a la ràdio; emès per primer cop a la BBC. Adaptat de la història del mateix títol d'Alexander Pushkin |
| The Man Born to Be King: A Play-Cycle on the Life of Our Lord and Saviour Jesus Christ | Veure notes                     | desembre de 1941                                                       | 12 episodis d'un serial per la ràdio; emès per primer cop a la BBC entre desembre de 1941 i l'octubre de 1942     |
| The Just Vengeance | The Lichfield Festival          | 15 de juny de 1946                                                     | |
| Where Do We Go From Here? | See note                        | 1948                                                                   | Amb membres del Detection Club. Emès per primera vegada a la BBC a la sèrie Mystery Playhouse                     |
| The Emperor Constantine: A Chronicle | Playhouse Theatre, Colchester   | 3 de juliol del 1951                                                   | |

### Cartes
| Títol                                                                           | Any  | Publicació                   | Notes                      |
| ------------------------------------------------------------------------------- | ---- | ---------------------------- | -------------------------- |
| The Letters of Dorothy L. Sayers: 1899–1936: The Making of a Detective Novelist | 1995 | Hodder & Stoughton           |                            |
| The Letters of Dorothy L. Sayers: 1937–1943, From Novelist to Playwright        | 1998 | The Dorothy L Sayers Society |                            |
| The Letters of Dorothy L. Sayers: 1944–1950, A Noble Daring                     | 1999 | The Dorothy L Sayers Society |                            |
| The Letters of Dorothy L. Sayers: 1951–1957, In the Midst of Life               | 2000 | The Dorothy L Sayers Society |                            |
| The Letters of Dorothy L. Sayers: Child and Woman of Her Time                   | 2002 | The Dorothy L Sayers Society | Un complement a les cartes |

### Miscel·lània
Sayers va escriure nombrosos assajos, poemes i contes que van aparèixer en diverses publicacions, incloent-hi Time and Tide, The Times Literary Supplement, Atlantic Monthly, Punch, The Spectator i Westminster Gazette; n l'últim d'ells va ser l'autor d'un poema sota el pseudònim H.P. Rallentando. També va escriure diverses ressenyes de llibres per a The Sunday Times.
| Títol                                                                                        | Any                                | Publicació                             | Notes                                    |
| -------------------------------------------------------------------------------------------- | ---------------------------------- | -------------------------------------- | ---------------------------------------- |
| Papers Relating to the Family of Wimsey                                                      | 1936                               | Impressió privada                      | Com Matthew Wimsey; co-escrit amb altres |
| An Account of Lord Mortimer Wimsey, the Hermit of the Wash                                   | 1937                               | Impressió privada                      |                                          |
| The Wimsey Papers                                                                            | 24 November 1939 – 26 January 1940 | Publicat en capítols per The Spectator |                                          |
| The Wimsey Family: A Fragmentary History Compiled from Correspondence With Dorothy L. Sayers | 1977                               | Harper                                 | Compilat per C.W. Scott-Giles            |